# 저스틴 리 (배우)
저스틴 리(Justin Lee, 1989년 9월 30일 ~ )는 미국의 배우이다.